# Multilateral bistand
Multilateral bistand betyder mangesidig – f.eks hjælp til udvikling fra flere lande i fællesskab.
| Sprog | Spire Denne artikel om sprog er en spire som bør udbygges. Du er velkommen til at hjælpe Wikipedia ved at udvide den. |